# Tarján
Tarján ist eine ungarische Gemeinde im Kreis Tatabánya im Komitat Komárom-Esztergom.

## Geographische Lage
Tarján liegt 42 Kilometer nordwestlich des Zentrums der Hauptstadt Budapest und 8,5 Kilometer nordöstlich des Komitatssitzes und der Kreisstadt Tatabánya im Gebiet  des Gerecse-Gebirges. Nachbargemeinden sind Héreg, Gyermely, Csabdi, und Vértestolna. Die Stadt Tata befindet sich 14 Kilometer nordwestlich.

## Geschichte
Im Jahr 1913 gab es in der damaligen Großgemeinde 346 Häuser und 1922 Einwohner auf einer Fläche von 6197 Katastraljochen. Sie gehörte zu dieser Zeit zum Bezirk Tata im Komitat Komárom.

## Gemeindepartnerschaften
Es bestehen folgende Gemeindepartnerschaften:
- Duggendorf, Deutschland
- Hattstedt, Deutschland, seit 2007
- Kirchberg (Oberbayern), Deutschland, seit 1999
- Staufenberg, Deutschland, seit 1990

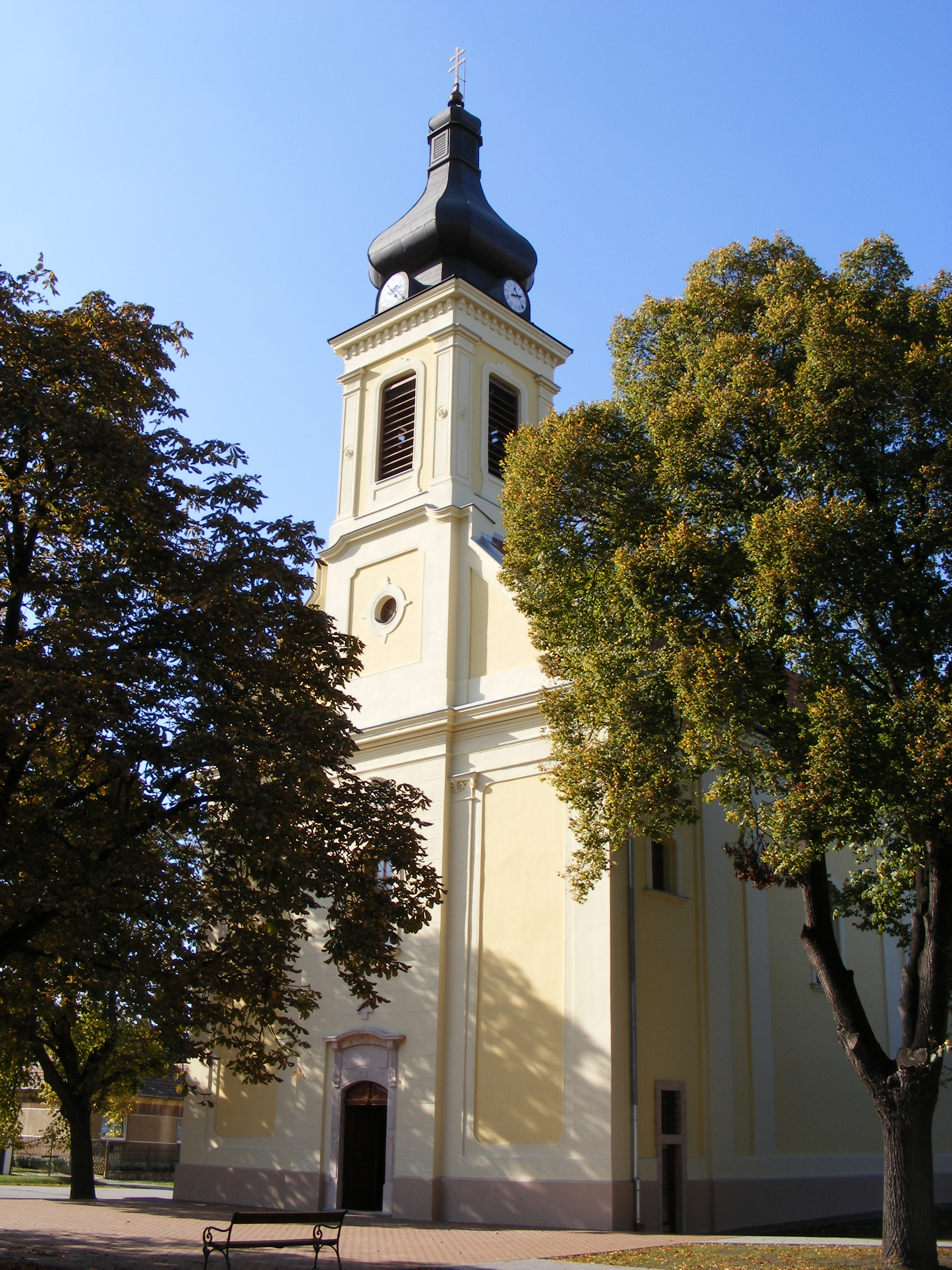
Römisch-katholische Kirche Krisztus Király

## Sehenswürdigkeiten
- Kalvarienberg
- Reformierte Kirche, erbaut 1785
- Römisch-katholische Kirche Krisztus Király, erbaut 1765–1780 im barocken Stil
- Römisch-katholische Kapelle Fájdalmas Szűzanya, erbaut 1858, restauriert und erweitert 1997

## Verkehr
Von der Anschlussstelle Tatabánya-Óváros der Autobahn M1 (Europastraßen E 60, E 75 Wien–Budapest) sind es 10 km bis Tarján. In der Gemeinde treffen die Landstraßen Nr. 1119, Nr. 1123 und Nr. 1128 aufeinander. Der nächstgelegene Bahnhof befindet sich südwestlich in Tatabánya-Álsogalla.